# Во сне ты горько плакал (фильм)
«Во сне ты горько плакал» — художественный фильм российского режиссера Николая Солодникова. Фильм снят по мотивам рассказов Юрия Казакова «Во сне ты горько плакал» и «Свечечка». В главных ролях Иван Ургант и Полина Агуреева. Закрытая премьера картины прошла 7 апреля 2024 года.

## Сюжет
Литературной основой сценария стал рассказ Юрия Казакова «Во сне ты горько плакал» — последнее законченное произведение писателя, адресованное его сыну. В фильме почти нет сюжета, это вереница связанных между собой зарисовок.

## В ролях
- Иван Ургант — отец
- Леонид Бичевин – сын
- Полина Агуреева
- Алёна Кучкова
- Надежда Маркина
- Лев Рузанов — Алёша
- Евгений Жаринов — рассказчик

## Производство и релиз
Фильм снимали в Санкт-Петербурге и Новгородской области, производством занимался Фонд Александра Сокурова «Пример интонации». Это первый режиссёрский проект Николая Солодникова, до этого известного как автор телепрограмм «Солодников» и «Ещенепознер». 7 апреля 2024 года в Москве прошёл закрытый премьерный показ.